# Jorge Carlucci
Jorge Carlucci (fl. 1976-1978), militar argentino, perteneciente al Ejército. Fue gobernador (de facto) de la provincia de Catamarca entre 1976 y 1978, durante la última dictadura cívico-militar.
Con el grado de coronel y en situación de retiro, fue designado gobernador por el Decreto N.º 224 del PEN del 27 de abril de 1976 (publicado el 30 de abril de 1976). Sucedió al interventor federal Alberto Carlos Lucena.
Presentó renuncia, la cual fue aceptada por el PEN a partir del 14 de diciembre de 1978, por medio del Decreto N.º 2928 del 7 de diciembre (publicado el día 13). Fue reemplazado por Oscar María Bárcena.
Con su nombre fue nombrado un volcán localizado en Antofagasta de la Sierra.